# Porckorongsérv (kutya)
A tacskóbénulásnak is nevezett porckorongsérv (hernia disci intervertebralis, köznyelvben: idegbecsípődés) számos kutyafajtát érintő betegség.

## Leírása
A betegség komplex megközelítést igényel, hiszen nemcsak az alkati tényezőkön, de a tartáson és tápláláson is sok múlik. Kétségtelen, hogy bizonyos kutyafajtákban az előfordulás gyakoribb, ide különösen a kis testű, zömök alkatú fajták tartoznak. Eleinte a kórformát leggyakrabban tacskókon tapasztalták, ezért is kapta a tacskóbénulás elnevezést. Ma már azonban nemcsak tacskónál, hanem pekinginél, mopsznál, bolognainál, si-cunál, valamint uszkárnál is előfordul; közepes testű kutyáknál elsősorban a spánielnél, a nagyobb testűek közül pedig a dobermann említhető. 
Ha a fent említett fajták csak kizárólag sík terepen járnának sok esetben nem lenne gond velük. Azonban az, hogy a kedvenc bekerült a lakásba és ott évek hosszú során át fel-le ugrál a bútorok között, valamint gyakran lépcsőzik, mikor sétálni viszik, nagymértékben hajlamosítja a betegség kialakulására. Ezért fontos, hogy a kiskutyákat már egészen fiatal korában le kell szoktatni a felugrálásról, valamint lépcsőházban ölben vagy lifttel hordandó (ha egy tacskó kiskutyát naponta háromszor tíz lépcsőfokon visznek le éveken át, az állat gerincének ez olyan megterhelés, mintha egy 170 cm magas embernek naponta hatvanszor 150 cm magas palánkon kellene átmásznia. Nyilvánvaló, hogy ez egy átlagember gerincének is komoly megterhelést jelentene.
Másik fontos tényező: ha bizonyos vérvonalakban egy adott családban többször előfordul a porckorongsérv több rokon egyednél, ott bizony felmerül a beltenyésztés (közeli rokonok egymással történő pároztatása) gyanúja is. 

### Az elhízás kockázata
A tápláltsági állapot nagyon fontos eleme a megelőzésnek. Az elhízás végzetes lehet, ügyelni kell a kutya alakjára. Egy közepes kondíciójú állatnál sokkal több esély van a konzervatív terápiával való gyógyulásra, mint egy kövér állatnál. A kutyák eredeti életkörülményei az urbanizációval jelentősen megváltoztak, amit persze az emberek változtattak meg az állat körül. 
Fiatal korában nagyon ügyelni kell a megfelelő ásványianyag- és vitaminadagolásra, ugyanis ez később végleg meghatározza az állat csontozatának erősségét, formáját. 

### Tünetek
A csigolyák között nagyon fontos mechanikai, statikai szereppel rendelkező porckorong elmozdul, nyomást gyakorol a gerincvelőre vagy a gerincvelőből kilépő idegekre. Természetesen ez attól függ, hogy a porckorong milyen irányban mozdul ki és milyen mértékben. A tünetek is ennek alapján súlyosak vagy kevésbé súlyosak, mindenesetre az állatnak nagyon komoly fájdalommal jár, komoly szenvedést okozhat. 
A porckorong egy kötőszövetes tokban helyezkedik el. Van, amikor csak kismértékben mozdul el, a tok nem szakad át, csak az elmozdulás miatt a tok fala beduzzad, megvastagodik, ezáltal nyomást gyakorol a környező idegágakra, valamint a gerincvelőre. Ilyen stádiumban a tünetek enyhébbek, az állat a fájdalmat jelzi, kötöttebben mozog. Természetesen ebben az esetben a gyulladás- csökkentő készítmények adagolásával a folyamat visszafordítható, ha viszont a kimozduló korong a tokot is átszakította és közvetlenül gyakorol nyomást az idegekre vagy a gerincvelőre, a tünetek súlyosak (bénulásos tünetek), itt már csak a gyorsan, szakszerűen elvégzett műtétnek van létjogosultsága. Nagyon fontos, hogy a tulajdonos kedvencével még időben eljusson az állatorvoshoz, hiszen egy ilyen elváltozás esetén órák is számítanak, ezért az állatorvosok nagy jelentőséget tulajdonítanak annak, hogy a tulajdonos a tüneteket ismerje. Nyilvánvaló, hogy a porckorong kimozdulásának körülbelüli elhelyezkedésétől is függ, hogy mi tapasztalható.

#### Bénulás a nyaki szakaszon
A nyaki szakaszon előforduló porckorongsérv az első végtagok kötött mozgását, fájdalmát, súlyos esetben bénulását okozhatja, természetesen az állat fejét előrenyújtva, mereven tartja, nem lázas, de nem táplálkozik, ugyanis az étel felvétele a nyak mozgatásával jár, ami ilyenkor erős fájdalmat okoz.

#### Háti és ágyéki porckorongsérv
Ha a háti, ágyéki szakasznál mozdul el a korong, akkor a hátsó végtagok mozgászavarát tapasztalható, az állat lába nagy valószínűséggel zsibbad, fájdalom kiváltására a lábát nem húzza el. 

### Kezelése
Ha az állat hátsó végtagjai teljesen lebénulnak, vizeletét, székletét nem tudja tartani, akkor nagyon kicsi esély van a gyógyulásra, még a haladéktalanul elvégzett műtétek sikere is nagyon kétséges, bár ilyenkor a kutyának nincs vesztenivalója. 
A betegség kezelését konzervatív kezelési módszerekkel megkezdeni csak akkor érdemes, ha bénulásos tünetek nincsenek, ilyenkor többnyire fájdalomcsillapítókat, gyulladás- csökkentőket, B-vitaminokat, ingerületvezetést elősegítő készítmények adagoltak. 
Kétségtelen, hogy a műtét a biztosabb gyógykezelési terápia, hiszen magát a mechanikai elváltozást a porckorong eltávolításával oldja meg, így kiújulásra ugyanazon porckorong esetében nem lehet számítani. Azonban műtét drága, kockázatos, valamint egy speciális festési eljárás előzi meg, majd röntgenfelvétel készül, amellyel pontosan lehet lokalizálni a kimozdult porckorongot. 
A sikeres műtét után is néha heteket vesz igénybe a gyógyulás, ezért bármelyik is a kezelési eljárás, a tulajdonosnak nagyfokú türelemre van szüksége. Egy sikeres műtétből való gyógyulás nem jelenti azt, hogy onnantól kezdve az állat bármit tehet, ugyanis azzal, hogy a porckorong el lett távolítva, a gerincvelő statikája, terhelési zónái is megváltoznak, és ez egy idős kutyánál mindenképpen óvatosságra int, nehogy aztán újabb helyen újabb porckorong részleges vagy teljes elmozdulása jelentkezzen. A gyógyuláshoz vezetett eljárás után – legyen az bármelyik is – a továbbiakban fontos a rendszeres kontroll, bizonyos gyógyhatású készítmények tartós adagolása, fontos az állat súlyának optimális szinten tartása, valamint az állat hidegtől, hideg vízzel való fürdőzéstől való óvása. A téli időszakra pedig ruha viselése javasolt, amelyet akár már ősszel fel lehet rá helyezni. 
Ennél a betegségnél is, mint a különböző kórformák jelentős részénél, a megelőzés nagyságrendekkel olcsóbb, mint a gyógykezelés, az állat szenvedéséről nem is beszélve.